# Josipdol
Josipdol  è un comune della Croazia di 3 987 abitanti della regione di Karlovac.
In passato la frazione di Modruš (o Modrussa) era sede dell'omonima diocesi cattolica.
In seguito la medesima località, assieme a Fiume, diede il nome al comitato di Modrussa-Fiume del Regno d'Ungheria.

## Località
Il comune di Josipdol ha le seguenti 13 frazioni (naselja):
- Carevo Polje
- Cerovnik
- Istočni Trojvrh
- Modruš (o Modrussa)
- Munjava
- Munjava Modruška
- Oštarije
- Sabljaki Modruški
- Salopeki Modruški
- Skradnik
- Trojvrh
- Vajin Vrh
- Vojnovac